# Eina oscil·lant

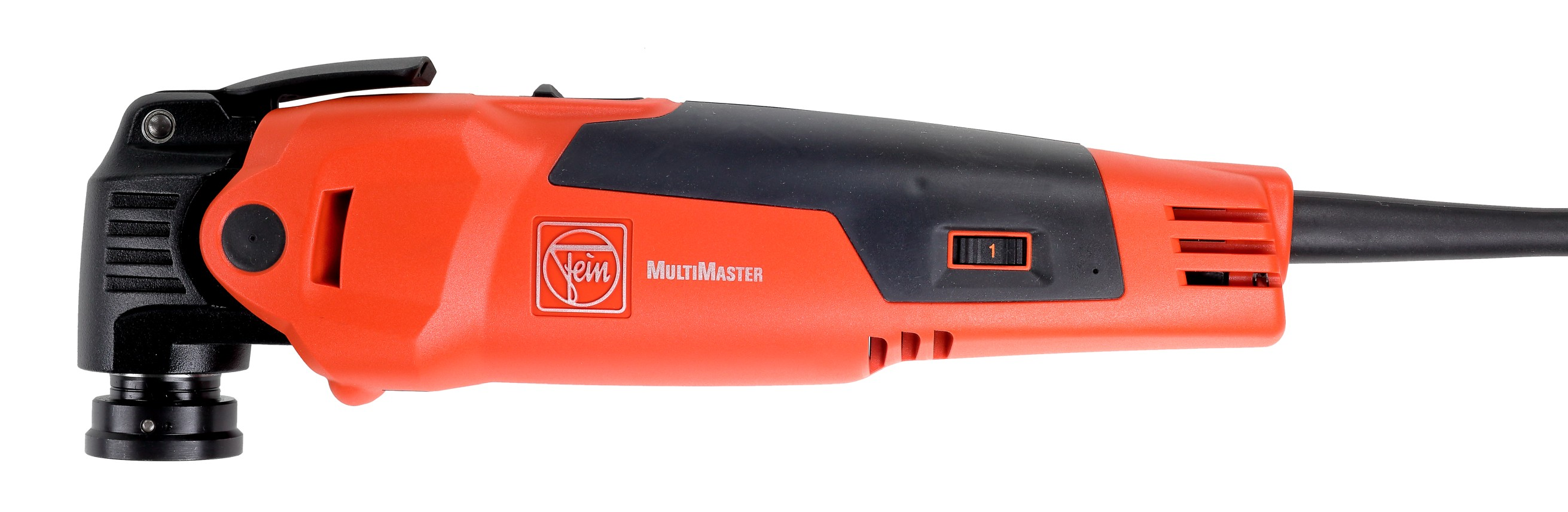
Fein Multimaster sense eina

Una eina oscil·lant o "eina múltiple", és una eina elèctrica que oscil·la (en lloc de girar o aplicar un moviment alternat), alimentada per bateria o xarxa elèctrica. El nom de "eina múltiple" fa referència a les moltes funcions que pot realitzar aquesta eina amb la gamma d'accessoris disponibles. "Master Tool" també és un nom comercial utilitzat a Amèrica del Nord, abreviatura de l'eina original de Fein anomenada Multi-Master. Hi ha accessoris disponibles per serrar, polir, esmerilar, rectificar, raspar, tallar i polir, podent substituir en certs treballs, la serra radial, la serra de calar o fins i tot la serra de marqueteria.

## Història

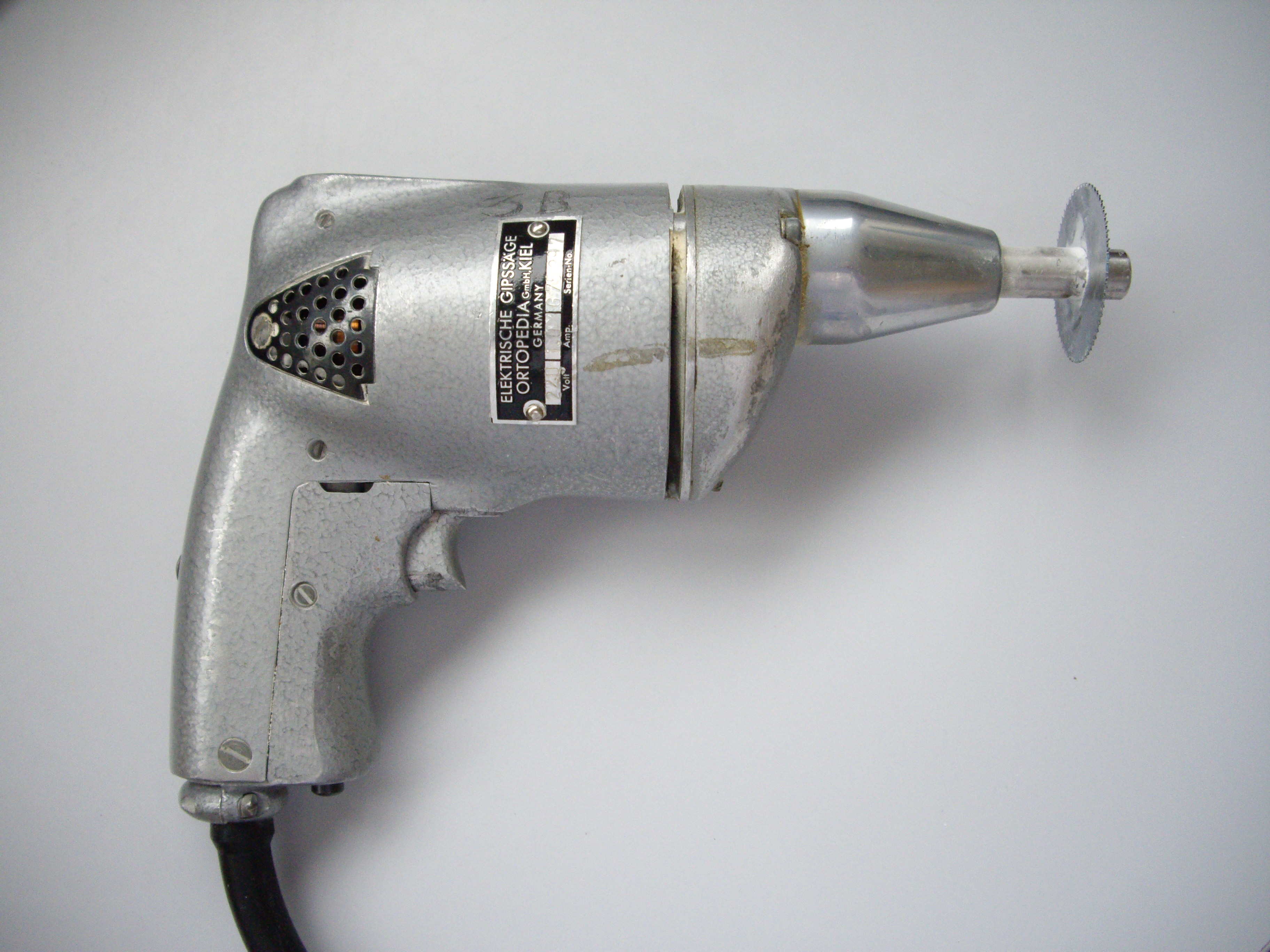
Elektrische Gipssäge, d'Ortopedia, Kiel, Alemanya

Aquest tipus d'eina oscil·lant va ser desenvolupada originalment pel fabricant alemany Fein el 1967 amb la finalitat específica de retirar fàcilment els motlles d'escaiola de traumatologia sense tallar la pell del pacient, sembla una serra circular clàssica, però vibra en lloc de girar i ha acabat substituint als hospitals les tisores de tallar l'escaiola ortopèdica emprada en casos de fractura d'ossos, un cop acabat el temps d'immobilització.
Aquesta serra va ser patentada com a "serra circular amb fulla de serra d'oscil·lació angular". Com s'ha explicat, es va començar a utilitzar principalment en ortopèdia per poder tallar el recobriment de guix de membres enguixats. A banda de la serra oscil·lant (sense rotació) de disc complet, hi ha la de mitja lluna que és suficient per tallar el guix dur sense danyar la pell del pacient. El secret d'aquestes serres és que estan equipades amb una caixa d'engranatges reductors que converteixen el gir del motor en aquest moviment d'oscil·lació tan eficient per tallar guix dur. A partir de la serra per a escaiola ortopèdica FEIN va crear la base d'una gamma de sofisticades multi-eines elèctriques oscil·lants.

## Usos

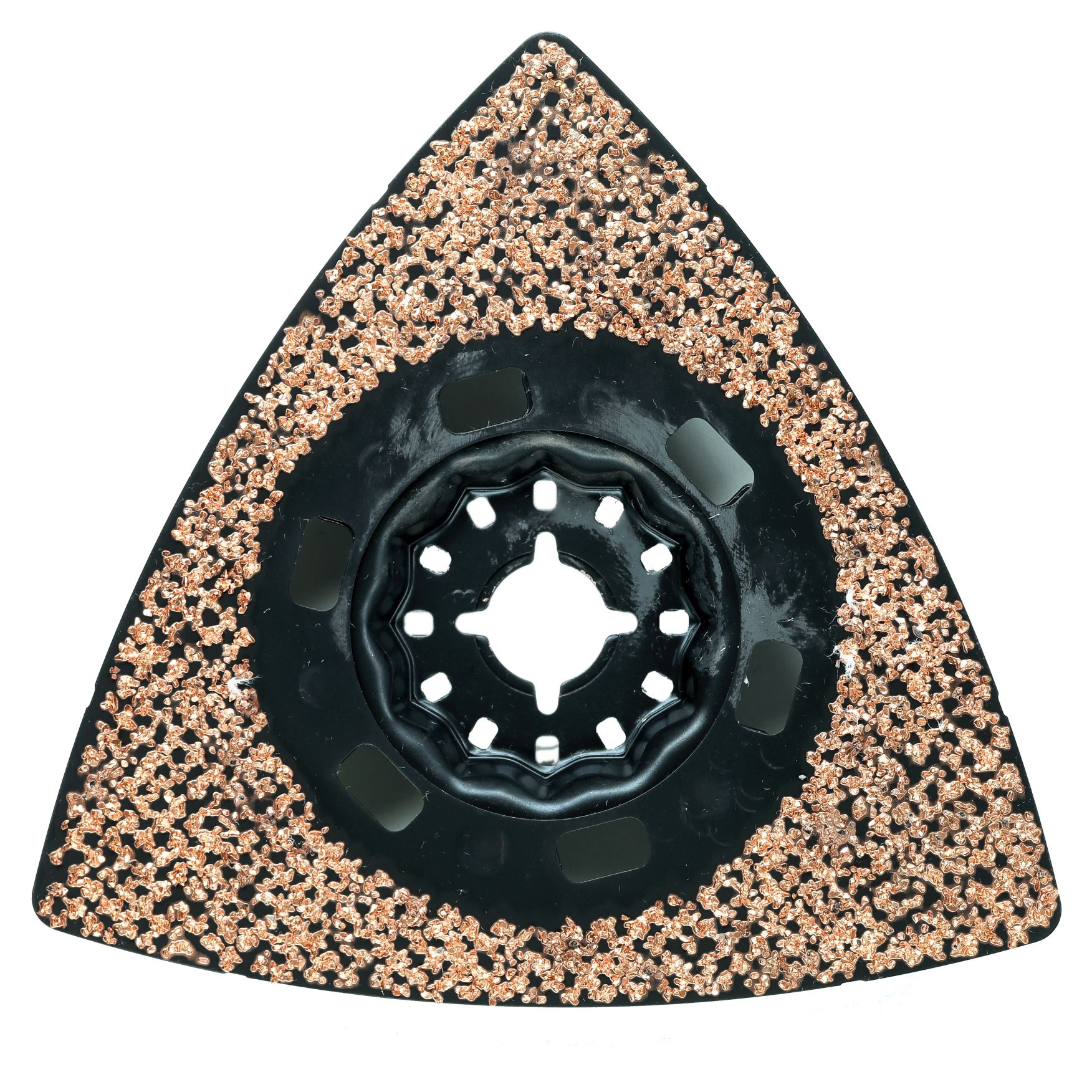
Accesori abrasiu

L'ús de l'oscil·lació d'una fulla de serra prima permet que l'eina faci un tall arran de la superfície limítrofa. Això és particularment útil quan s'instal·la un paviment al llarg d'un sòcol, tallant el sòcol per permetre que el tauler llisqui per sota per obtenir un acabat net. La forma reduïda d'aquestes eines i la possibilitat de muntar la fulla de serra o l'accessori en qualsevol orientació permeten tallar en zones que d'una altra manera serien pràcticament inassolibles. La possibilitat de tallar un forat rectangular precís cap a l'interior una superfície de fusta sense necessitat de desmuntar la peça a treballar, del lloc on està fixada augmenta molt la productivitat. Es poden realitzar talls petits i precisos en profunditat amb un ajustament perfecte.
L'accessori s'adapta a l'eina mitjançant un mecanisme que permet que l'accessori giri ràpidament en un moviment d'anada i tornada (oscil·lant). El moviment ràpid dels accessoris de polir o els accessoris de serrar i rectificar, crea una fricció important amb el material a treballar. L'angle estret d'oscil·lació de l'eina permet un control precís sobre la feina, ja que no impacta contra el material com fa una serra giratòria o de ziga-zaga.
L'angle d'oscil·lació crea una fricció creixent com més lluny estigui del centre de gir, ja que aquesta zona té més recorregut. L'augment de la fricció és particularment evident amb els accessoris de poliment i rectificació triangulars que permeten a l'operari arribar a cantons i espais poc accessibles, una característica exclusiva d'aquest tipus d'eines elèctriques. Els accessoris de fulla de serra utilitzen l'angle d'oscil·lació per tallar de la mateixa manera que la serra d'escaiola, que s'utilitza en hospitals per tallar l'escaiola ortopèdica emprada en casos de fractura d'ossos, un cop ja s'ha acabat el temps d'immobilització.
La fulla oscil·lant no crea serradures de la manera que ho fa una fulla giratòria, de manera que és necessari moure l'eina cap endavant i cap enrere per permetre que les serradures acumulades surtin de la zona de tall. Les millores en la tecnologia de bateries, com ara la bateria de ions de liti, han permès fer eines que poden tenir una mida i un pes reduïts, però que funcionen prou bé per competir amb les equivalents alimentades amb cable elèctric, alliberant l'usuari de les restriccions d'aquest cable.

## Fulles i accessoris

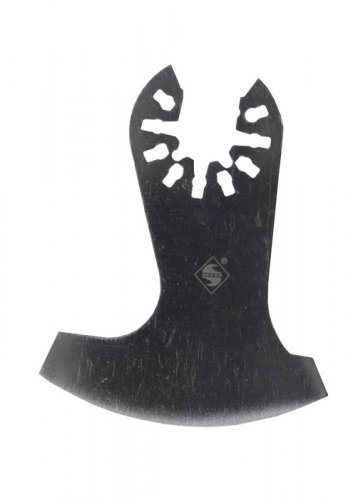
Raspador per a una eina elèctrica oscil·lant

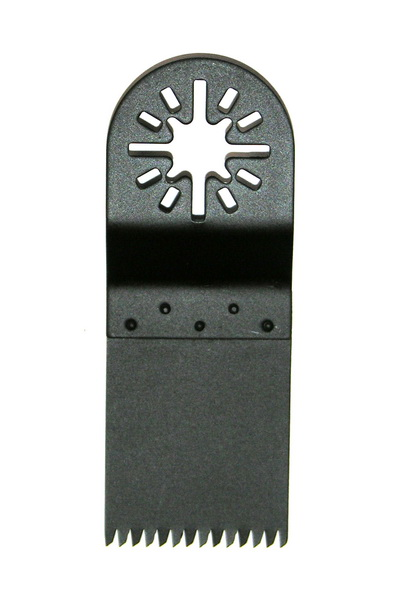
Fulla de serra per a una eina elèctrica oscil·lant

Hi ha diversos accessoris i fulles al mercat, que donen a aquestes màquines una gran varietat d’usos. Les fulles es poden separar en 5 categories principals: tall de fusta, rajoles i maçoneria, poliment, raspallat i polit.
- Les fulles de tall són fulles de serra estàndard amb diverses configuracions de dents per tallar diferents materials. Són fulles rectes amb les dents a l'extrem, que permeten a l'usuari "submergir el tall" directament en el material que està tallant o bé fulles circulars. Les fulles bimetàl·liques ofereixen dents més petites endurides que permeten a l’usuari tallar metalls tous i les populars dents japoneses amb unes dents grans que tallen la fusta ràpidament però no poden tallar metall
- Els accessoris de rajoles i maçoneria estan recoberts de carbur o de diamant i permeten a l’usuari netejar entre les rajoles o fer petits treballs de maçoneria.
- Els accessoris de poliment estàndard permeten a l’usuari polir superfícies planes i els accessoris especials, com ara el kit de poliment de perfils, permeten realitzar treballs detallats de poliment.
- El polit és possible amb l’ajut de coixins de polit que són cada vegada més populars.

La fixació de l'eix de totes les màquines ha variat molt des que aquestes màquines van començar a produir-se, amb moltes màquines que utilitzen una configuració d'encaix propietària. Moltes companyies de pales del mercat han creat accessoris universals que són compatibles amb la majoria de màquines multi-eines oscil·lants, però no totes.
La interfície Starlock va ser llançada pel fabricant d'eines Robert Bosch GmbH i Fein. La interfície és compatible amb altres fabricants.